# Konsorcjum Pionier
Konsorcjum PIONIER to organizacja, której celem jest stworzenie i rozwój polskiej akademickiej sieci komputerowej PIONIER o wysokiej przepustowości, zdolnej do łączenia ośrodków obliczeniowych rozrzuconych po całej Polsce w celu przetwarzania dużych ilości danych oraz udostępnienia ośrodkom akademickim biorącym udział w projekcie szybkiej komunikacji z zagranicznymi sieciami naukowymi i komercyjnymi.

## Członkowie konsorcjum
- Akademickie Centrum Komputerowe Cyfronet Akademii Górniczo-Hutniczej im. Stanisława Staszica,
- Instytut Chemii Bioorganicznej PAN - Poznańskie Centrum Superkomputerowo-Sieciowe,
- Instytut Uprawy Nawożenia i Gleboznawstwa w Puławach,
- Naukowa i Akademicka Sieć Komputerowa NASK,
- Politechnika Białostocka,
- Politechnika Częstochowska,
- Politechnika Gdańska,
- Politechnika Koszalińska,
- Politechnika Łódzka,
- Politechnika Rzeszowska im. Ignacego Łukasiewicza,
- Politechnika Śląska Centrum Komputerowe,
- Politechnika Świętokrzyska,
- Politechnika Wrocławska,
- Uniwersytet Marii Curie-Skłodowskiej,
- Uniwersytet Mikołaja Kopernika,
- Uniwersytet Opolski,
- Uniwersytet Technologiczno-Przyrodniczy im. Jana i Jędrzeja Śniadeckich w Bydgoszczy
- Uniwersytet Technologiczno-Humanistyczny im. Kazimierza Pułaskiego w Radomiu,
- Uniwersytet Warmińsko-Mazurski w Olsztynie,
- Uniwersytet Warszawski,
- Uniwersytet Zielonogórski,
- Zachodniopomorski Uniwersytet Technologiczny w Szczecinie.